# Spleetschildpad
De spleetschildpad of pannenkoekschildpad (Malacochersus tornieri) is een schildpad uit de familie landschildpadden (Testudinidae).
Het is de enige soort uit het geslacht Malacochersus en werd voor het eerst wetenschappelijk beschreven door Friedrich Siebenrock in 1903. Oorspronkelijk werd de wetenschappelijke naam Testudo tornieri gebruikt. De soortnaam tornieri is een eerbetoon aan de Duitse bioloog Gustav Tornier (1859- 1938).

## Uiterlijke kenmerken
Deze soort bereikt een maximale schildlengte tot bijna 18 centimeter. De naam is te danken aan het platte rugschild, waardoor de schildpad een wat 'geplet' uiterlijk heeft; tussen het buik- en rugschild ontstaat een 'spleet' waar de kop en poten van het dier uitsteekt. Het platte schild heeft een overwegend bruine kleur, en iedere grote hoornplaat op de rug heeft een meestal prachtige gele, ster-achtige tekening, die echter wel variaties kent. De stevige klauwen worden gebruikt om holletjes te graven onder stenen om zich te verbergen tijdens de nacht.

## Leefwijze
Het voedsel bestaat uit grassen, zowel groene als verdorde planten worden gegeten en ook vetplanten staan op het menu.

## Voortplanting
Het legsel bestaat meestal uit één enkel ei.

## Voorkomen en habitat
De spleetschildpad komt voor in delen van Afrika en leeft in de landen Kenia en Tanzania. Het is een zeer goed klimmer die op rotsige hellingen leeft. De habitat bestaat uit droge steppe-achtige gebieden met een heuvellandschap met grassen als vegetatie en een rotsige bodem om zich te kunnen verstoppen. In al te droge tijden houdt de schildpad een zomerrust onder stenen om weer tevoorschijn te komen bij vochtiger omstandigheden. De soort is beschermd en staat op de CITES lijst.

## Verdediging
Als de schildpad verstoord wordt, kruipt het dier in een rotsspleet en zet zich vast waardoor een predator er niet meer bij kan. Vroeger werd gedacht dat het dier zich, net zoals ook veel padden en sommige hagedissen doen, vol kon blazen met lucht, maar het blijkt dat ze het schild iets kunnen draaien, wat ongeveer hetzelfde effect geeft. Het schild is daarnaast vrij zacht zodat het goed tegen het oppervlak kan worden gedrukt en veel weerstand geeft.